# Kolomenskij rajon
Il Kolomenskij rajon (in russo Коломенский район?) era un rajon dell'Oblast' di Mosca, nella Russia europea; il capoluogo era Kolomna. Istituito nel 1929, ricopriva una superficie di 1.091 chilometri quadrati e nel 2010 ospitava una popolazione di circa 41.000 abitanti.